# La Roche Piquée
La Roche Piquée, appelée aussi menhir de la Baudouinais, est située à Livré-sur-Changeon dans le département français d'Ille-et-Vilaine.

## Protection
L'édifice est classé au titre des monuments historiques en 1933.

## Description
Le menhir est en quartzite d'origine locale. Sa forme est sensiblement celle d'un parallélépipède avec le sommet biseauté. Il mesure 3,85 m de hauteur pour 2,15 m à 2,50 m de large et 1,50 m d'épaisseur.